# Futbol'nyj Klub Kolos Kovalivka (femminile)
Il Futbol'nyj Klub Kolos Kovalivka (in ucraino футбольний клуб Колос Ковалівка?) è una squadra di calcio femminile ucraina, sezione dell'omonimo club con sede a Kovalivka, cittadina rurale dell'oblast' di Kiev.
Istituita nel 2020 come assorbimento dello Sports Club Vyšneve, con sede a Vyšneve, disputa la Žinoča Višča Liha, massimo livello del campionato ucraino.

## Storia
La squadra femminile del Kolos Kovalivka è stata istituita nel 2020 sulla base dello Sports Club Vyšneve della città di Vyšneve, vicino a Kiev. La squadra è stata adottata dal Kolos durante la pausa invernale della stagione 2019-2020, mentre giocava nel secondo livello (Perša Liha) e portava il nome di Invictus Kyiv. Dalla fondazione dello SC Vyshneve, la squadra è stata allenata da Ljudmyla Pokotylo, che da calciatrice ha giocato per il Nyva Baryshivka nel campionato femminile sovietico.
Al termine della stagione 2020-2021 la squadra ha vinto il campionato cadetto, guadagnando la promozione in Žinoča Višča Liha, e in quella successiva ha raggiunto la finale della Coppa d'Ucraina, venendo poi sconfitta dal Vorskla. Dopo aver concluso al terzo posto in Žinoča Višča Liha alla sua seconda partecipazione, al termine della stagione 2023-2024 il Kolos ha migliora nuovamente le sue prestazioni, conquistando il secondo posto del campionato ucraino e qualificandosi così per la prima volta all'UEFA Women's Champions League per l'edizione 2024-2025.

## Palmarès
- Campionato ucraino femminile di seconda categoria: 1

2020-2021

### Altri piazzamenti
- Campionato ucraino femminile:

Secondo posto: 2024-2025
- Coppa di Ucraina femminile:

Finalista: 2021-2022

## Organico

### Rosa 2024-2025
Rosa ruoli e numeri di maglia come da sito ufficiale e sito federazione ucraina, aggiornato al 28 agosto 2024.
| N. |                    | Ruolo | Calciatore            |
| -- | ------------------ | ----- | --------------------- |
| 1  | Ucraina (bandiera) | P     | Marina Dudnik         |
| 4  | Ucraina (bandiera) | D     | Darina Krasnoborod'ko |
| 5  | Ucraina (bandiera) | C     | Veronika Andruchiv    |
| 7  | Ucraina (bandiera) | C     | Iryna Majborodina     |
| 8  | Ucraina (bandiera) | C     | Tetjana Kyatjeva      |
| 9  | Ucraina (bandiera) | D     | Dar"ja Borysjuk       |
| 10 | Ucraina (bandiera) | D     | Mar"jana Ivanyšyn     |
| 11 | Ucraina (bandiera) | A     | Pipiana Serbuk        |
| 12 | Ucraina (bandiera) | P     | Daria Keljušik        |
| 13 | Ucraina (bandiera) | A     | Anastasija Nemec'     |
| 14 | Ucraina (bandiera) | D     | Solomija Kup"jak      |
| 15 | Ucraina (bandiera) | A     | Jupija Zubar          |

| N. |                    | Ruolo | Calciatore          |
| -- | ------------------ | ----- | ------------------- |
| 16 | Ucraina (bandiera) | D     | Anastasija Voronina |
| 18 | Ucraina (bandiera) | C     | Viktorija Ostapiv   |
| 21 | Ucraina (bandiera) | P     | Svitlana Sachno     |
| 23 | Ucraina (bandiera) | A     | Ljudmyla Kunina     |
| 22 | Ucraina (bandiera) | A     | Nadija Kunina       |
| 25 | Ucraina (bandiera) | C     | Svitlana Kogut      |
| 27 | Ucraina (bandiera) | D     | Tetjana Kadyra      |
| 28 | Ucraina (bandiera) | D     | Sofija Solomacha    |
| 31 | Ucraina (bandiera) | P     | Irina Sanina        |
| 55 | Ucraina (bandiera) | C     | Dajana Semkiv       |
| 70 | Ucraina (bandiera) | A     | Violeta Tjan        |
| 99 | Ucraina (bandiera) | A     | Angelina Fedorenko  |